# Mrđenovići (Foča, BiH)
Mrđenovići su naseljeno mjesto u općini Foča, Republika Srpska, BiH. Popisano je kao samostalno naselje na popisu 1961., a na kasnijim popisima ne pojavljuje se, jer je 1962. pripojeno Izbišnom (Sl.list NRBiH, br.47/62). Susjedna sela su Anđelije, Jasenovo i Budanj.

## Stanovništvo
| Narod     | Popis 1961. |
| --------- | ----------- |
| Hrvati    |             |
| Muslimani | 170         |
| Srbi      |             |
| ostali    |             |
| Ukupno    | 170         |